# Strang (Oklahoma)
Strang és un poble dels Estats Units a l'estat d'Oklahoma. Segons el cens del 2000 tenia 100 habitants.

## Demografia
Segons el cens del 2000, Strang tenia 100 habitants, 43 habitatges, i 27 famílies. La densitat de població era de 137,9 habitants per km².
Dels 43 habitatges en un 20,9% hi vivien nens de menys de 18 anys, en un 51,2% hi vivien parelles casades, en un 7% dones solteres, i en un 37,2% no eren unitats familiars. En el 37,2% dels habitatges hi vivien persones soles el 23,3% de les quals corresponia a persones de 65 anys o més que vivien soles. El nombre mitjà de persones vivint en cada habitatge era de 2,33 i el nombre mitjà de persones que vivien en cada família era de 2,96.
Per edats la població es repartia de la següent manera: un 29% tenia menys de 18 anys, un 3% entre 18 i 24, un 25% entre 25 i 44, un 25% de 45 a 60 i un 18% 65 anys o més.
L'edat mediana era de 40 anys. Per cada 100 dones de 18 o més anys hi havia 97,2 homes.
La renda mediana per habitatge era de 14.792 $ i la renda mediana per família de 25.000 $. Els homes tenien una renda mediana de 31.875 $ mentre que les dones 25.625 $. La renda per capita de la població era de 12.676 $. Entorn del 16,7% de les famílies i el 18,8% de la població estaven per davall del llindar de pobresa.

## Poblacions més properes
El següent diagrama mostra les poblacions més properes.